# Филипстад (община)
Община Филипстад (на шведски: Filipstads kommun) е разположена в лен Вермланд, западна централна Швеция с обща площ 1722 km2 и население 10 563 души (към 31 декември 2013). Административен център на община Филипстад е едноименния град Филипстад.